# Trashed, Lost & Strungout
Singles de Children of Bodom
Needled 24/7
(2003) Are You Dead Yet?
(2005)
Trashed, Lost & Strungout est un single et un EP du groupe de death metal mélodique Children of Bodom, sorti le 6 octobre 2004. Il est tiré de l'album Are You Dead Yet?. Contrairement à la plupart des EP, il est sorti à la fois en CD et en DVD. 

## Listes des pistes
Single
| No | Titre                                    | Durée |
| -- | ---------------------------------------- | ----- |
| 1. | Trashed, Lost & Strungout                | 4:02  |
| 2. | She Is Beautiful (reprise d'Andrew W.K.) | 3:26  |

EP-CD
| No | Titre                                                                | Durée |
| -- | -------------------------------------------------------------------- | ----- |
| 1. | Trashed, Lost & Strungout                                            | 4:02  |
| 2. | Knuckleduster                                                        | 3:29  |
| 3. | Bed of Nails (reprise d'Alice Cooper)                                | 3:56  |
| 4. | She Is Beautiful (reprise d'Andrew W.K.)                             | 3:26  |
| 5. | Trashed, Lost & Strungout (Video)                                    | 4:00  |
| 6. | Trashed And Lost In Helsinki - Children Of Bodom's Night Out (Video) | 19:25 |

EP-DVD
| No  | Titre                                                                    | Durée |
| --- | ------------------------------------------------------------------------ | ----- |
| 1.  | Trashed, Lost & Strungout (Vidéo / 5.1 & Stéréo)                         | 4:00  |
| 2.  | Knuckleduster (Audio / 5.1 & Stéréo)                                     | 3:28  |
| 3.  | Bed of Nails (Audio / Stéréo - reprise d'Alice Cooper)                   | 3:53  |
| 4.  | She Is Beautiful (Audio / Stéréo - reprise d'Andrew W.K.)                | 3:24  |
| 5.  | Andrew W.K. Greets Children of Bodom (Video Footage from Japan / Stéréo) | 3:33  |
| 6.  | Angels Don't Kill (Remix) (Audio / 5.1 & Stéréo)                         | 5:12  |
| 7.  | Trashed And Lost In Helsinki (Video Footage of COB's Night Out / Stéréo) | 19:15 |
| 8.  | Sixpounder (Vidéo / 5.1 & Stéréo)                                        | 3:34  |
| 9.  | Downfall (live at Tuska Video 2003 / 5.1 & Stéréo)                       | 5:44  |
| 10. | Everytime I Die (live at Tuska Video 2003 / 5.1 & Stéréo)                | 4:36  |

## Personnel
Children of Bodom
- Alexi Laiho – chant, guitare lead
- Roope Latvala – guitare rythmique, chant secondaire
- Jaska Raatikainen – batterie
- Henkka Seppälä – basse, chant secondaire
- Janne Wirman – claviers

Production
- Enregistré par Anssi Kippo au studio Alstia en avril 2004
- Produit par Anssi Kippo
- Mixage par Mikko Karmila aux studios Finnvox, mai 2004
- Mastering par Count Jussila (DVD) et Mika Jussila (CD) aux studios Finnvox, juin 2004